# Escil·la bifòlia

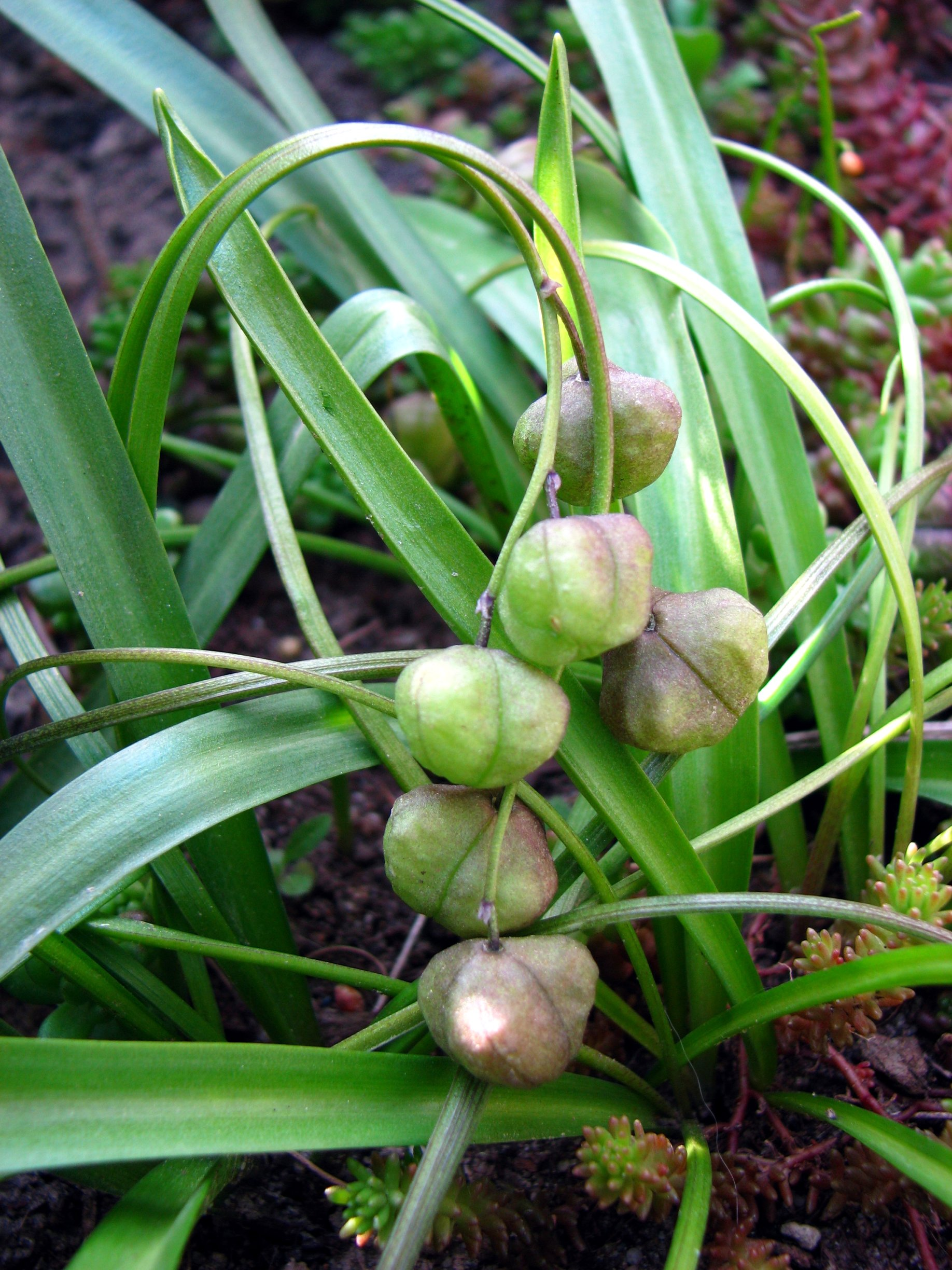
Fruits de l'escil·la bifòlia.

L'escil·la bifòlia (Scilla bifolia) és una espècie de planta amb flors del gènere Scilla dins la família de les asparagàcies (Asparagaceae). Es una planta nativa d'Europa.

## Descripció
És una planta herbàcia perenne i vivaç, amb bulb. Les fulles són linears i freqüentment en nombre de dues, d'aquí l'epítet específic de l'espècie. Les flors són blaves o liloses i s'agrupen en una inflorescència que pot arribar a tenir 10 flors. El fruit és una càpsula.

## Taxonomia
Aquesta espècie va ser publicada per primer cop l'any 1753 al primer volum de l'obra Species Plantarum de Carl von Linné (1707-1778).

### Sinònims
Els següents noms científics són sinònims de Scilla bifolia:
- Sinònims homotípics

- Adenoscilla bifolia (L.) Gren. & Godr.
- Anthericum bifolium (L.) Scop.
- Genlisa bifolia (L.) Raf.
- Hyacinthus bifolius (L.) E.H.L.Krause
- Ornithogalum bifolium (L.) Neck.
- Rinopodium bifolia (L.) Salisb.
- Stellaris bifolia (L.) Moench

- Sinònims heterotípics

- Adenoscilla unifolia Texidor
- Scilla bifolia var. bohemica Trávn.
- Scilla bifolia var. cernua Nyman
- Scilla bifolia subsp. danubialis Speta
- Scilla bifolia var. drunensis (Speta) Trávn.
- Scilla bifolia subsp. drunensis Speta
- Scilla bifolia var. hohenackeri Nyman
- Scilla bifolia var. laxa (Schur) Nyman
- Scilla bifolia subsp. laxa (Schur) Soó
- Scilla bifolia var. magnomoravica Trávn.
- Scilla bifolia var. major Lej.
- Scilla bifolia f. multiflora Gajic & Kulibali
- Scilla bifolia subsp. praecox (Willd.) K.Richt.
- Scilla bifolia subsp. rara Trávn.
- Scilla bifolia var. rosea (Lehm.) Nyman
- Scilla bifolia var. secunda (Janka) Nyman
- Scilla bifolia subsp. spetana (Kereszty) Trávn.
- Scilla bulgarica Speta
- Scilla carnea Sweet
- Scilla cernua Janka
- Scilla chladnii Schur
- Scilla concinna Salisb.
- Scilla decidua Speta
- Scilla dedea Speta
- Scilla drunensis (Speta) Speta
- Scilla drunensis lusus albescens Kereszty
- Scilla drunensis lusus albida Kereszty
- Scilla drunensis subsp. laxa (Schur) Valdés
- Scilla dubia K.Koch
- Scilla hohenackeri Janka
- Scilla laxa Schur
- Scilla lusitanica L.
- Scilla minor K.Koch
- Scilla nivalis var. praecox (Willd.) Nyman
- Scilla nivalis subsp. subnivalis Nyman
- Scilla praecox Willd.
- Scilla pruinosa Speta
- Scilla resslii Speta
- Scilla rosea Lehm.
- Scilla rosea Lehm.
- Scilla secunda Janka
- Scilla spetana Kereszty
- Scilla trifolia Schur
- Scilla uluensis Speta
- Scilla vernalis Montandon
- Scilla xanthandra K.Koch